# 六四事件中的江西省
1989年春夏之交，中华人民共和国爆发全国性抗议运动，史称六四事件或八九民运，中国官方称1989年春夏之交的政治风波。期间江西省各地也有抗议、游行、罢课、集会及其他政治表达行为。这些活动多由学生、工人主导，也包含市民等群体发起，乃至有體制內人士參與，与全国范围内的抗议相呼应。其中最大的示威发生在首府南昌，此外上饒、萍乡、赣州、抚州、九江、吉安、景德镇、宜春、新余、鷹潭等县市均有不同程度参与。

## 南昌

### 4月
胡耀邦死後，官方報告指最遲到4月24日，江西高校出現各種大小字報和標語。4月26日，江西省公安厅部署防范工作，省厅厅长参加中共江西省委成立的“制止动乱临时指挥部”，建立总值班室,厅领导昼夜值班,并组织1500每名公安组成机动队备勤待命。4月29日晚，袁木等人同北京首都高校学生对话的电视转播后，有学生非常不满。江西财经学院四百余名学生认为对话没有解决实际问题，要上街游行，经校领导反复劝阻作罢，但学生亦继续声称30日罢课一天。

### 5月
在六四运动期间其他大多数城市遊行都处于停顿状态时，南昌学生继续游行到5月3日，当晚江西师范大学等4所高校先后有1400多名学生（江西师范有约200人）上街遊行。5月4日晚，人民广场集结万余围观当天游行的群众。当局指有人打砸过往车辆。南昌市公安局抓获27人，并通过预审抓获9人。
5月13日，北京天安门广场发生静坐绝食事件，南昌出现较大规模示威。5月16日晚9时，南昌航空学院二三百名学生上街游行；10时45分，江西师范大学有几百名学生上街游行。
在運動期间，各高校的自治會成立了“江西高校自治聯合會”。南昌亦有人成立模仿波兰团结工会的“南昌团结工会”、“南昌工人自治会”等组织，中共则指这些组织在5月16、17 日“鼓动大批不明真相的学生和群众……多次冲击省人民政府、省广播电视厅……企图使局势恶化”。各地学生也成立“自治会”、“声援团”等组织。。
5月17日上午七时四十五分，南昌地区的13所大中专院校八千多名学生，先后到人民广场和江西省政府南大门前汇集上街游行，并散发了四十多份谴责“官倒”的油印传单，声援北京学生运动。当天，江西人民广播电台、江西电视台按省当局指示播出《关于南昌市部分大专院校学生游行》的通稿。学生对此稿不满,游行学生近千人冲击两台,要求进入台内同领导对话。江西省广电厅、江西人民广播电台、江西电视台负责人在大门外与学生进行交涉。下午二时四十分，近3000名学生分批多次冲击省政府。经省长吴官正、副省长张逢雨、蔣祝平等中共领导与学生对话，才陆续返校。晚六时三十分，《江西青年报》部分工作人员打着“江西青年报声援”的横幅参加游行。
5月18日上午七时三十分，南昌市江西大學、師範大學等26所大专院校（南昌幾乎所有高校）、13所中专学校約數万人上街游行，围观市民达50000余人（公安局统计）。中午，游行学生轮番冲击江西省政府大门和江西省广播电视厅，均被拦住。晚上，江西中医学院、师范大学、商业学校学生上街游行。华东交通大学150名学生在广场静坐，江西师大、江西大学、江西医学院25名学生在广场宣布绝食。
官方公布指，5月16-19日的3天内全江西省有7万多大中专学生走上街头，几百名新闻工作者及干部职工参加声援，3万多人次冲击江西省人民政府、省广播电台、电视台。上百名学生、青年教师到北京声援、串联。全省各地公安则坚持始终不准游行队伍进入城市繁华商业区，不准进入党政机关和要害部门。在公安和武警部队合作下，成功地顶住了几万人在一天中对首脑要害部位的十几次轮番冲击，并制止冲击铁路、工厂,企图中断交通,制造停工停产的行为，疏导制止了几十次游行示威和其他活动。
5月19日，有超过十餘所高校和中專約數万人再次游行，并占领了八一大道和人民广场。当天再次發生示威者襲擊汽車事件，有上十輛汽車遭到不同程度的襲擊。5月23日，繼續有兩千多名學生遊行。5月24日，江西大学、师范大学约600人继续上街游行，有的进行演讲。江西师范大学29名学生假道分宜县,强行爬上148次列车进北京声援, 新余市、分宜县公安在市、县党政领导带领下阻拦劝阻，使其全部下车返回南昌。
5月26日，江西师大有200多名学生打着“江西师大团结会”的旗帜上街游行。公安局报告全省逐渐平静。27日，有学生强行乘车进京被劝阻。到5月31日，江西各大院校学生基本复课。公安局报告则指注意到有些院校收到一些“从香港投寄来的反动宣传品”，还有外省一些学生来到江西串联。

### 6月
6月1日下午，来自上海华东师范大学、复旦大学、交通大学等六所院校的约两百名江西籍学生，准备大量传单乘火车回南昌组织串联、鼓动、演讲、游行。江西省公安厅组织200余名公安应对，一下火车就收缴他们的横幅和标语，不准其结队游行演讲,使其原定计划不能实现。6月2日，他们打着“空校还乡团”的横幅上街游行并到江西省政府静坐。晚上，上海交大、华东师大两名学生在江西大学发表演讲，有五六百人参加。他们介绍了北京和上海情况，并鼓动学生“争民主、争人权”。演讲后有一百多人在校园内游行，并企图冲占该校广播室。江西师大有人贴出三十多份大字报，攻击中国领导人，鼓动学生静坐罢课。下午，江西财经学院15名学生在院内宣布绝食。6月2日，“江西省高自联”宣布成立。
在聽聞6月4日北京进行镇压后，南昌大约有4000名学生冒着大雨上游行。遊行者手舉橫幅譴責李鵬，高呼“復仇”，发表演讲鼓动所有人罢工、罢课、罢市，并搞募捐买花圈。江西财经学院有近1000名学生从八一桥外赶到市内游行。他们一路上高唱国际歌，呼喊"为国难者报仇"的口号。不少学生戴着黑纱，挂着小白花，扛着花圈，不时向围观者传递美国之音广播的有关北京的新闻。也有人叫“打倒共产党”、“血债血还”、“惩办元凶”等更激烈的口号。在人民广场，游行队伍的学生，在烈士纪念碑张贴标语，放哀乐。
6月5日，有一万多名学生在南昌人民广场集会，有千余学生冲击了7个重要的大厂和铁路车站，企图鼓动罢工和中止瘫痪交通。南昌高自联宣布空校行动。2千多名学生响应“空校行动”离校。有1千多名工人和市民举着“南昌团结工会”的横幅在省市总工会门口示威抗议。据《江西省大事记》，至6月15日，南昌各大高校大多数学生仍坚持罢课。

## 其他县市
5月4日，赣州市南方冶金学院、赣南师范学院等500余名学生游行至市人民政府机关门口，声援同日全国的五四大游行。上饒市也有數千名學生上街遊行。5月13日，北京天安门广场发生静坐绝食事件，当天全江西11个地市（含九江、抚州、吉安、新余、鹰潭、赣州、萍乡、景德镇、宜春、上饶）均发生较大规模的游行示威。江西省公安厅召开全省公安处局长会议,研究对付“可能出现的更大规模动乱”的措施。
5月17日，赣州、宜春等地院校的学生上街游行，声援北京学生。5月18日，九江、抚州、赣州、萍乡、景德镇、宜春等地、市近万人（包括一些院校的学生）上街游行，声援北京学生。
萍鄉學院發起了罷課上街遊行。包括萍鄉巿先鋒中學在內的教師、高中學生,遊行五十多公里，從蘆溪縣城到萍鄉巿政府外,與各地的其他學生匯合靜坐,支持聲援北京學運。示威者人數逾千人,巿民更派水及食物支持。據親歷者回憶，“政府官員對師生較客氣”。此後中學生在當天離開,大學生繼續靜坐數天。
5月17日-19日，宜春师范专科学校、宜春农业专科学校、宜春师范学校、宜春广播电视大学、宜春财经学校等5所大中专学校的学生,成立“宜春学生联合会”,组织宜春市区学生开始上街游行，三次进入宜春地委、行署院内，企图冲击政府机关“要挟地区领导”，游行高峰时达近三千人。宜春学生联合会亦鼓动学生离校返乡，传播北京的信息，四处张贴书写大、小字报。5月19日，吉安市师专、吉安教育学院、吉安医学分院等学校的学生也上街游行声援北京。在鷹潭，江西师大鹰潭专科班和鹰潭师范学校也有学生上街游行。
6月2日，有部分从上海高校回乡的江西籍学生以“空校回乡团”的名义到萍乡串联。六四清場後，6月4日、5日在赣州、景德镇、抚州有万余人次上街游行。6月5日，贛州一千多名学生上街游行，有2名学生冲进赣州行署烧了一辆警车，掀翻、砸打了四辆轿车。6日,赣州市繼續出現游行静坐，声援北京学生、反对北京镇压。在空校运动影响下，有8个地市27所大专院校近2万学生离校。

## 后续
6月10日,南昌市政府發出《關於取締「江西省高校自治聯合會」及「南昌團結工會」的通告》。江西公安机关逮捕来自台湾的沈义叶及其组织成员，缴获其密写和通讯工具收录机。官方指沈长期以来受台湾国民党军事情报局驻港特务的派遣，以回乡探亲为名,与其继父沈文辉在赣南布建“民友同盟会”组织，并多次搜集赣南地区的情况。6月13日，《南昌晚報》报道南昌公安取締了南昌團結工會，并收審了领导者熊斌鵬及骨幹分子羅敏凡。官方指南昌团结工会“煽动停工停产，传播谣言。经审查，这个非法组织的头头中，有曾违法犯罪，受过拘役、劳教、拘留等处理的，有仇视现实社会、投靠敌特机关的，有好逸恶劳、招摇撞骗的，还有的是反对四项基本原则、极力鼓吹资产阶级自由化的分子”。
6月12日,樂平縣公安抓獲參加「北京市民敢死隊」的鄧茂強。6月14日,南昌当局發出《關於取締『南昌市工人自治聯合會」的通告》。从14日至20日,南昌公安收審了南昌工自聯领头者和骨幹分子石鋼、劉育南、羅國亮、鄧桃杏、伍國軍等11人。6月17日,撫州市公安局根據群眾舉報,收審了到華東地質學院進行反共宣傳鼓动的夫妻余清華、華艶兩人。6月20日，南昌市公安抓獲參與製造浙江省政府爲北京死難者下半旗致哀事件的民運分子崔建昌。
新余市渝水區公安指在運動期間，全区先后发现查破“反动标语和传单案”5起，其中“特大反动传单案”1起, 已全部。北京事態平息后該區對運動期间发生的重点事件进行专题调查，共清查了10起事件。根据当局统计，1989年因为八九民运，江西省内攻击共产党、中國政治制度和领导人的“反革命标语、传单、信件”成倍增长，全省共发案341起,比1988年增加8.5倍。6月21日,井岡山公安局宣佈逮捕在井岡山市進行反共宣傳活動的王星林。王星林书写“反革命标语”23张60条，分别张贴在茨坪镇、 公共汽车站、菜市场等处和环城公路两旁树上,电线杆上，并向解放军总政治部负责人投寄信件对北京流血清场表示极端不满。
中共于北京镇压后公布指至6月25日，全赣共取缔了5个“跨学校的和社会上的非法组织”，收容审查28名“头头、骨干”，包括横跨全省的江西高校自治聯合會，促使27名领导者和骨干到公安机关登记，解散了14个学校的校内自治会,155名领导者和骨干向学校保卫组织作了登记,抓获“反革命暴乱分子和打砸抢、反革命宣传煽动的犯罪分子”148名。6月底，萍鄉巿數百教師被要求參加會議，表態支持政府。部分參與領導遊行的教師受到處分，例如被學校開除職位、下放農場、獲調配到山區任教等。
7月13-15日，赣州全市政法部门参加全国统一行动，“对非法组织的活动情况和参与打砸活动的人员进行调查，收审非法组织头目、打砸骨干分子、煽动群众闹事者”。7月18日，五名示威参与者被南昌市東湖區法院一審判決，其中李年斌有期徒刑4年，許春生、萬勇、萬國平3年,王忠壽2年。官方指其“利用學潮製造動亂,搞打、砸、搶、燒”。
六四之后，南昌市湾里区一中教师冯一兵在课堂公开向学生诅咒中国领导人，传递反政府思想。民运支持者张晓新在新余市内张贴《告市民书》和《悼英灵》大字报计150余份要“讨还血债”，被当局以“反动大字报案”破获。9月16日，铜鼓县钟庆元书写反政府传单,策划成立“民主自由党”组织。钟亦在6月书写题为《我以农民身份向你们提出紧急呼吁》文章,分别投寄中央人民广播电台、北京军区司令部、辽宁青年报社。7月至9月间,又起草了题为《中国必须在这一时期改变自己的命运：1989年9月民主公报》《全国人民团结起来,为改变我国的未来而努力：1989年9月全民通告》和《关于“民主自由党”的入党要求和退党情况在此作点简单说明》等反政府传单并油印700余份,呼吁“推翻中国共产党的独裁统治”,建立“中国人民民主共和国”。相关人士均遭到当局相应的处理。
7月19日，全省“制止动乱、维护安定表彰大会”在南昌召开。江西省长吴官正在会上讲话。“南昌市公安局制止动乱指挥部”等4个单位立集体二等功,省厅公安总值班室等13个单位立集体三等功,南昌市公安局调研室等16个单位被评为“制止动乱、维护安定先进集体”。8月16日，新華社报道“平息北京反革命暴亂英模事跡報告團”六個分團分赴包括南昌在内的各地開展宣講工作。
在六四事件之后，江西民運人士余有生、王才聖、陳保健及另七名成員，潜往湖南、江西兩省邊境成立「鐵道游擊隊」地下反共組織，經常劫取浙贛鐵路火車上之物資，將之分給附近居民，并留下署名「鐵道游擊隊」的反共傳單。

## 另見
- 六四事件
- 1989年中華人民共和國抗議地區列表